# Abrantes (São Vicente e São João) e Alferrarede
Abrantes (São Vicente e São João) e Alferrarede (oficialmente: União das Freguesias de Abrantes (São Vicente e São João) e Alferrarede) é uma freguesia portuguesa do município de Abrantes, com 64,47 km² de área e 16123 habitantes (censo de 2021). A sua densidade populacional é 250,1 hab./km².

## História
Foi constituída em 2013, no âmbito de uma reforma administrativa nacional, pela agregação das antigas freguesias de Abrantes (S. Vicente), Abrantes (S. João) e Alferrarede com sede em Abrantes (São Vicente).

## Demografia
A população registada nos censos foi:
| Ano  | 0-14 Anos | 15-24 Anos | 25-64 Anos | > 65 Anos |
| 2001 | 2649      | 2099       | 8911       | 2720      |
| 2011 | 2717      | 1728       | 9632       | 3128      |
| 2021 | 2022      | 1765       | 8550       | 3786      |

À data da junção das freguesias, a população registada no censo anterior foi:
| Freguesia atual                               | Freguesia atual  | Freguesia atual | Freguesias antigas     | Freguesias antigas | Freguesias antigas |
| Freguesia                                     | População (2011) | Área (km²)      | Freguesia              | População (2011)   | Área(km²)          |
| --------------------------------------------- | ---------------- | --------------- | ---------------------- | ------------------ | ------------------ |
| Abrantes (S. Vicente e S. João) e Alferrarede | 17 205           | 64,47           | São Vicente (Abrantes) | 11 622             | 38,20              |
| Abrantes (S. Vicente e S. João) e Alferrarede | 17 205           | 64,47           | São João (Abrantes)    | 1699               | 2,21               |
| Abrantes (S. Vicente e S. João) e Alferrarede | 17 205           | 64,47           | Alferrarede            | 3884               | 24,06              |